# Сен Жозеф
Сен Жозеф (фр. Saint-Joseph, Réunion) град је у Француској, у департману Реинион.
По подацима из 1999. године број становника у месту је био 30.293.

## Географија

### Клима
| Клима (Сен Жозеф)          | Клима (Сен Жозеф) | Клима (Сен Жозеф) | Клима (Сен Жозеф) | Клима (Сен Жозеф) | Клима (Сен Жозеф) | Клима (Сен Жозеф) | Клима (Сен Жозеф) | Клима (Сен Жозеф) | Клима (Сен Жозеф) | Клима (Сен Жозеф) | Клима (Сен Жозеф) | Клима (Сен Жозеф) | Клима (Сен Жозеф) |
| Показатељ \ Месец          | .Јан.             | .Феб.             | .Мар.             | .Апр.             | .Мај.             | .Јун.             | .Јул.             | .Авг.             | .Сеп.             | .Окт.             | .Нов.             | .Дец.             | .Год.             |
| -------------------------- | ----------------- | ----------------- | ----------------- | ----------------- | ----------------- | ----------------- | ----------------- | ----------------- | ----------------- | ----------------- | ----------------- | ----------------- | ----------------- |
| Средњи максимум, °C (°F)   | 30,9 (87,6)       | 30,7 (87,3)       | 29,8 (85,6)       | 28,7 (83,7)       | 27,2 (81)         | 25,5 (77,9)       | 24,3 (75,7)       | 24,4 (75,9)       | 25,5 (77,9)       | 26,5 (79,7)       | 28,3 (82,9)       | 29,9 (85,8)       | 27,6 (81,7)       |
| Средњи минимум, °C (°F)    | 23,9 (75)         | 24,1 (75,4)       | 23,7 (74,7)       | 22,7 (72,9)       | 21 (70)           | 19,5 (67,1)       | 18,7 (65,7)       | 18,6 (65,5)       | 19,2 (66,6)       | 20 (68)           | 21,3 (70,3)       | 22,9 (73,2)       | 21,3 (70,3)       |
| Количина падавина, mm (in) | 166 (65,4)        | 279 (109,8)       | 206 (81,1)        | 194 (76,4)        | 156 (61,4)        | 140 (55,1)        | 136 (53,5)        | 106 (41,7)        | 86 (33,9)         | 63 (24,8)         | 53 (20,9)         | 86 (33,9)         | 1,671 (657,9)     |
| [ тражи се извор ]         |                   |                   |                   |                   |                   |                   |                   |                   |                   |                   |                   |                   |                   |

## Демографија
| 1999.  | 2011.  |
| ------ | ------ |
| 30.293 | 36.401 |